# Kotor Varoš
Kotor Varoš je općina u Bosni i Hercegovini, u entitetu Republika Srpska.

## Zemljopis

### Položaj
U prostorno-geografskom smislu, od srednjovjekovne utvrde Kotor, Kotor-Varoš je bio i administrativni i regionalni centar doline rijeke Vrbanje, koja se proteže od Kruševa Brda do Banjaluke. Topografski je podijeljena na šipraški, vrbanjački,  kotorvaroški, čelinački i banjalučki prostor. Kotorvaroška dolina je omeđena obroncima Borje i Uzlomca (desne obale Vrbanje) te Čemernice, Skatavice i Lipovca (s lijeve).
Kotorvaroški kraj je u banjalučko-dobojskom geografskom području. Gledano u odnosu na šire područje, to je predio smješten između travničkog na jugu, tešanjskog, tesličkog, te dobojskog i prnjavorskog na istoku, banjalučkog na sjeverozapadu i jajačkog na jugozapadu.
Kotorvaroški dio doline Vrbanje je brdsko-planinsko područje, koje čini oko 1/5 njegove površine. Okruženo je sljedećim uzvisinama: 
- Bjeljavina (742 m),
- Tisovac (1172 m),
- Čemernica (1338 m),
- Vlašić (1933 m),
- Očauš (1383 m),
- Borja (1077 m),
- Uzlomac (1018 m) i
- Skatavica (732 m).

Unutar samog područja, na užem području Kotor-Varoša veće uzvisine su: Rujevska glavica (483 m), Bukovac (360 m), Jelovac (372 m), Pulice (690 m), Rustina (463 m), Lipa Kruška (495 m), Ladanjska kosa (510 m), Lipovac (758 m), Raže brdo (426 m) Vranje Brdo (381 m), Čepačko brdo (606 m) i Oglavak (704 m), Zagrađe (729 m), Kuk (634 m), Gradule (778 m), Kadinica (805 m), Grabež (943 m), Osredak (863 m), Stol (1006m), Ivanovo Brdo (920 m), Žumeri (1004 m), Dragiševac (978 m) i još mnoge druge. Ravničarski dio područja se prostire uz Vrbanju, od lokaliteta Stisle do kraja naselja Podbrđe i na jugozapadu Šibovima.

### Hidrografija
Sredinom ovog prostora teče Vrbanja (duga oko 85 kilometra, koja izvire ispod Vlašića na Prelivodama, na visini od 1530 metara. Od izvora do ušća u Vrbas kod Banje Luke protječe između brda, brežuljaka i tjesnaca s velikim krivinama mjesta, primajući nagu od rječica, potoka i potočića, koji se slivaju s okolnih brda. Vrbanja se od izvora do ušća spusti oko 1356 metara, dijeleći uzdužno svoju dolinu na dva približno jednaka dijela.
Slijevno područje Vrbanje obuhvata 703,6 m2 uključuje i mnoštvo rječica, potoka i potočića što izviru na području kotorvaroškoga kraja. Na vojnim zemljopisnim mapama, od Podbrđa do Kotor Varoša označeno je sedam, od Kotor-Varoša do Vrbanjaca šest, od Vrbanjaca do Čitluka sedam mlinica izgrađenih na obalama Vrbanje. S desne strane u ovom dijelu toka, u Vrbanju se ulijevaju Smrdelj, Varoški potok i Svinjara, a s lijeve Demićka rijeka, Rika, Jakotina, Gubavac, Durutovački potok i Bijeli potok. Na njima su nekada mljeli brojni mali mlinovi: na Jakotini 10 vodenica,  Rici, koja teče u zaleđu Podbrđa –  šest-sedam, na Kobašu, koji protiče kroz Zabrđe, na Svinjari i drugim rječicama. Danas više toga nema, ali se postepeno obnavljaju za ugostiteljsko-turističku i rekreativnu ponudu.
Kotorvaroški kraj je bogat i brojnim izvorima pitke vode. Ali njih čovjek upropaštava. Mnogi su izvori već zarobljeni u betonske rezervoare za privatne ili seoske vodovode. Najpoznatiji i danas funkcionalni izvori pitke vode su Bobas, Kremenik i Kokanovac.

### Klima
Kotorvaroški kraj pripada preddinarskom biogeografskom pojasu, u kojem se prosječna godišnja temperatura kreće: oko 12 °C u siječnjuu do 20 °C u srpnju. Proljeće i ljeto znatno ranije počinju u ravnici oko Kotor-Varoša, nego u okolnim visokim brdsko-planinskim predjelima, što se jasno vidi na pomjeranju sniježnog pokrivača i listanja šume početkom proljeća. Jeseni i zime su ćudljive, više je hladnih, nego toplih dana u godini. Uz Vrbanju, od Podbrđa do Obodnika, česti su toliko snažni vjetrovi (osobito južni) i oluje koje pričinjavaju velike materijalne štete, a u protekloj deceniji odnose i ljudske živote.

### Priroda
Uz Vrbanju se prostiru plodne oranice i livade, a prema uzvisinama se prostire uži ili širi pojas   brežuljaka, koji postupno prelaze u brdsko-planinsko područje. Flora, fauna i vegetacija ovog kraja je tipična za Srednju Bosnu, koju karakteriziraju životne zajednice livada i pašnjaka, i hrastovo-grabove šume a prema visovima slijede pojasevi mješovitih listopadno četinarskih sastojina. U agrobiocenozama uzgaja se tradicionalno povrće, voće i žitarice, a u novije vrijeme se uvode i nove poljoprivredne kulture (jagodasto voće, vinova loza, aronija i druge).

## Stanovništvo

### Kotor 1879.
| Naselje↓/Religija→ | Muhamedanci | Rimokatolici | Ukupno |
| Kotor katolički    | –           | 126          | 126    |
| Kotor turski       | 97          | –            | 97     |
| Kotorište          | –           | 119          | 119    |
| Ukupno             | 97          | 325          | 422    |

### Kotor 1885.
| Kotor               |                 |              |           |        |
| Religija↓/Naselje→  | Kotor katolički | Kotor turski | Kotorište | Ukupno |
| Muhamedanci         | 0               | 133          | 1         | 134    |
| Istočni pravoslavci | 9               | 9            | 1         | 19     |
| Rimokatolici        | 114             | 24           | 127       | 265    |
| Ukupno              | 123             | 166          | 129       | 418    |

### Popis 1889.
| Kotor              |             |               |        |
| Naselje↓/Religija→ | Muhamedanci | Rimo-katolici | Ukupno |
| Kotor katolički    | –           | 127           | 127    |
| Kotor turski       | 97          | –             | 97     |
| Kotorište          | –           | 119           | 119    |
| Ukupno             | 97          | 246           | 343    |

### Popis 1910.
| Religija  |               |              |        |
| Muslimani | Rimo-katolici | Grkokatolici | Ukupno |
| 607       | 752           | 2            | 1361   |

### Stanovništvo Kotor Varoša 1921.

#### Religijska pripadnost
| Ukupno | Pravoslavci | Rimokatolici | Grkokatolici | Muslimani |
| 1.428  | 123         | 658          | 3            | 644       |

#### Materinski jezik
| Srba ili Hrvata | Slovenaca | Čehoslovaka | Rusina Rutena/Malorusa | Poljaka | Rusa | Mađara | Nijemaca | Rumunja | Talijana |
| 1.398           | 6         | 13          | 1                      | 2       | 1    | 2      | 4        | 1       | 3        |

### Popis 1931.
| Kotor-Varoš               |             |                     |               |        |        |
| Naselje↓/Religija→        | Muhamedovci | Istočno-pravoslavni | Rimo-katolici | Židovi | Ukupno |
| Čepak                     | 10          | 15                  | 236           | –      | 261    |
| Kotor katolički (Zagrađe) | –           | 7                   | 104           | –      | 111    |
| Kotor turski              | 184         | 5                   | 20            | −      | 209    |
| Kotorište                 | 6           | 42                  | 201           | 1      | 250    |
| Slatina na Vrbanji        | –           | –                   | 69            | –      | 69     |
| Varoš                     | 270         | 21                  | 9             | –      | 300    |
| Ukupno                    | 470         | 90                  | 639           | 1      | 1200   |

### Stanovništvo po općinama Kotara Kotor Varoš 1953.
| Popisno područje  | Ukupno | Srbi  | Hrvati | Slovenci | Makedonci | Crnogorci | Jugoslaveni-neopredijeljeni | Česi | Poljaci | Rusini – Ukrajinci | Ostali Slaveni | Ostali neslaveni |
| Kotar Kotor Varoš | 37898  | 25008 | 6485   | 4        | 4         | 10        | 6375                        | 2    | –       | 2                  | –              | 8                |
| Kotor Varoš       | 4715   | 805   | 2640   | 2        | 3         | 6         | 1253                        | 1    | –       | 1                  | –              | 4                |
| Maslovare         | 4574   | 3966  | 8      | –        | –         | –         | 600                         | –    | –       | –                  | –              | –                |
| Previle           | 4576   | 3537  | 696    | –        | –         | –         | 342                         | –    | –       | –                  | –              | 1                |
| Skender Vakuf     | 7100   | 6566  | 16     | –        | –         | –         | 518                         | –    | –       | –                  | –              | –                |
| Šiprage           | 7746   | 6036  | 24     | 1        | 1         | –         | 1682                        | –    | –       | –                  | –              | 2                |
| Vrbanjci          | 4919   | 1678  | 1728   | 1        | –         | 4         | 1505                        | 1    | –       | 1                  | –              | 1                |
| Zabrđe            | 4268   | 2420  | 1373   | –        | –         | –         | 475                         | –    | –       | –                  | –              | –                |

### Popisi 1961. – 1991.
| Stanovništvo općine Kotor Varoš |                  |                  |                  |
| godina popisa                   | 1991.            | 1981.            | 1971.            |
| Srbi                            | 14.056 (38,14 %) | 14.771 (41,36 %) | 15.255 (46,46 %) |
| Muslimani                       | 11.090 (30,09 %) | 9667 (27,06 %)   | 8366 (25,48 %)   |
| Hrvati                          | 10.695 (29,02 %) | 9572 (26,80 %)   | 8863 (26,99 %)   |
| Jugoslaveni                     | 745 (2,02 %)     | 1269 (3,55 %)    | 176 (0,53 %)     |
| ostali i nepoznato              | 267 (0,72 %)     | 434 (1,21 %)     | 172 (0,52 %)     |
| ukupno                          | 36.853           | 35.713           | 32.832           |

#### Kotor Varoš (naseljeno mjesto), nacionalni sastav
| Kotor Varoš        |                |                |                |
| godina popisa      | 1991.          | 1981.          | 1971.          |
| Srbi               | 2522 (34,03 %) | 1310 (24,15 %) | 749 (19,99 %)  |
| Hrvati             | 2432 (32,81 %) | 1789 (32,98 %) | 1490 (39,77 %) |
| Muslimani          | 1800 (24,28 %) | 1436 (26,47 %) | 1342 (35,82 %) |
| Jugoslaveni        | 547 (7,38 %)   | 787 (14,51 %)  | 110 (2,93 %)   |
| ostali i nepoznato | 110 (1,48 %)   | 101 (1,86 %)   | 55 (1,46 %)    |
| ukupno             | 7411           | 5423           | 3746           |

### Popis 2013.
| Stanovništvo općine Kotor Varoš |                  |
| godina popisa                   | 2013.            |
| Srbi                            | 13.091 (66,42 %) |
| Bošnjaci                        | 5234 (26,56 %)   |
| Hrvati                          | 1116 (5,66 %)    |
| ostali i nepoznato              | 269 (1,36 %)     |
| ukupno                          | 19.710           |

| Kotor Varoš – naseljeno mjesto |                |
| godina popisa                  | 2013.          |
| Srbi                           | 6251 (82,22 %) |
| Bošnjaci                       | 920 (12,10 %)  |
| Hrvati                         | 252 (3,31 %)   |
| ostali i nepoznato             | 180 (2,37 %)   |
| ukupno                         | 7603           |

## Naseljena mjesta
Općinu Kotor Varoš sačinjavaju sljedeća naseljena mjesta:
Baština, 
Bilice, 
Boljanići, 
Borci Donji, 
Borci Gornji, 
Ćorkovići, 
Duratovci, 
Garići, 
Gluha Bukovica, 
Grabovica, 
Hadrovci, 
Hrvaćani, 
Jakotina, 
Kotor Varoš,
Kruševo Brdo I, 
Kruševo Brdo II, 
Liplje, 
Maljeva, 
Maslovare, 
Obodnik, 
Orahova, 
Palivuk, 
Plitska, 
Podbrđe, 
Podosoje, 
Postoje, 
Prisočka, 
Radohova, 
Ravne, 
Selačka, 
Sokoline, 
Stopan, 
Šibovi, 
Šiprage, 
Tovladić, 
Vagani, 
Varjače, 
Večići, 
Viševice, 
Vranić, 
Vrbanjci, 
Zabrđe i 
Zaselje.
Poslije potpisivanja Daytonskog mirovnog sporazuma, veći dio općine Kotor Varoš ušao je u sastav Republike Srpske. U sastav Federacije BiH ušla su naseljena mjesta Kruševo Brdo I i Kruševo Brdo II koja su pripala općini Travnik. Naseljeno mjesto Gluha Bukovica ranije je pripadalo općini Travnik.
Na popisima 1971. i 1981. godine, postojala su i naseljena mjesta: Dabovci, Donji Obodnik, Novo Selo, Rastik i Staza. Ova naselja su na popisu 1991. godine ukinuta i pripojena drugim naseljenim mjestima. Na popisima 1971. i 1981. godine postojala su i jedinstvena naseljena mjesta Kruševo Brdo i Borci.

## Povijest
Područje općine Kotor Varoš je arheološki i povijesno daleko manje istraženo, koliko po svom položaju u odnosu na širi areal zaslužuje. Povijest bilježi da su na ovim prostorima postojala naselja u dalekoj prošlosti, čak i u razdoblju neolita. Ovo područje su tada naseljavali Iliri. U 4. stoljeću pr. Kr. na ovo područje su prvi put prodrli Kelti, koji su se u više navrata zadržavali na području BiH. Pred kraj starog vijeka područje oko rijeke Vrbas, Vrbanje i Sane naseljavalo je tračansko pleme Mezeji.
U 1. stoljeću ovo područje osvajaju Rimljani koji postupno asimiliraju Mezeje i angažiraju ih u svoje legije i svoju mornaricu. Iz tog razdoblja postoji više lokaliteta koji ukazuju na rimske građevine: u Šipragama na području Crkvine 1981. godine otkriveni su ostatci ranokršćanske bazilike (3. – 5. stoljeće); rimskih opeka nađeno je na više lokaliteta: Stari grad Lauš, današnji Lauši u Maslovarama, zatim u Pobrđu i Zabrđu i na ušću potoka Svinjara u rijeku Vrbanju i na putu od Banje Luke do Skender Vakufa. U 7. stoljeću ovo područje naseljavaju Hrvati koji su se miješajući sa starosjediocima zadržili do današnjih dana. Po doseljenju Hrvata, područje je dio kraljevine Hrvatske, kao dio župe Plive. Kasnije se spominje kao dio Donjih Kraja, a od sredine 13. stoljeća i osnivanja banovine Slavonije, se dovodi u vezu s Bosanskom banovinom. 

Prema Ljetopisu popa Dukljanina (Barskog rodoslova), polovicom 12. stoljeću župe Uskoplje, Pljeva i Luka bili su u sastavu kraljevine Hrvatske. Prvi pisani dokumenti o naselju na ovom području datiraju iz 1322., 1323. i 1412. godine. To je povelja Stjepana II. Kotromanića (bosanskog bana od 1322. do 1353. godine), koji daruje Vukosavu Hrvatiniću 1322. godine župe Danicu i Vrbanju s gradovima Ključem i Kotorom kao osobni posjed, zato što mu je ovaj pomogao prilikom preuzimanja vlasti u sukobu s Babonićima. Ovaj feudalni posjed Hrvatinića je kasnije, 1404. godine još više proširio Hrvoje Vukčić Hrvatinić (Stjepančić), koji se nazivao gospodarem Donjih kraja (područje od rijeke Vrbasa do preko Sane a kasnije je još više prošire). Iako su hrvatsko-ugarski kraljevi Ludovik I. Anžuvinac i Žigmund Luksemburški, (koji je kasnije vladao u Češkoj i Svetom Rimskom Carstvu) pokušali osvojiti Bosnu, nije im polazilo za rukom. Čak je hrvatsko-ugarski kralj Žigmund 1411. godine Hrvoju Vukčiću Hrvatiniću priznao pravo posjeda Donjih kraja. U to vrijeme gradovi Kotor i Zvečaj u Tijesnom kod Banje Luke su imali strateški značaj za obranu Bosanske države.
Od 1519. srednjovjekovni grad Kotor je pod turskom upravom. Tad se pored naselja Kotor formira naselje Varoš na području današnjeg Donjeg Varoša. Širenjem grada u oba pravca po riječima arheologa Đurđevića, nastao je grad koji je u svom nazivu zadržao oba imena Kotor-Varoš, u čiji sastav su ušla naselja: Kotor katolički, Kotor turski, Čepak, Slatina i Varoš, a koji se prvi put pod tim imenom spominje 1889. godine, poslije popisa stanovništva, koje je tada organizirala Austro-Ugarska monarhija, a koja je odlukom velikih sila anketirala BiH 1878. godine. Od 1. prosinca 1918. godine Kotor Varoš je u sastavu Kraljevine SHS, a od 1945. u sastavu FNRJ kasnije SFRJ.
Još davne 1944., pedantni partizanski inženjerci su zabilježili zatečeno stanje u i oko tvrđave Kotor, koje je kasnije opisao jedan od oslobodilaca Kotor-Varoša:
"Štab 11. NOU divizije vodio je računa o specifičnim uvjetima za vođenje narodnooslobodilačke borbe na terenu srednje Bosne. Težio je da svakoj potčinjenoj brigadi, kao svojoj operativnoj jedinici, osigura život i borbena djelovanja pod približnim uvjetima. Kako oni, u odnosu na ishranu, smještaj, klimatske i zemljišne uvjete, pa i neprijatelja, nisu svuda bili jednaki, već na jednom prostoru teži i složeniji, a na drugom lakši, on je srednju Bosnu, prema tome, razvrstao u tri područja: na Župu, pod kojom se podrazumijevao širi prostor oko Prnjavora, prostor prema pruzi Derventa — Doboj i na Vrhovinu, pod čim se podrazumijevao prostor južno od planine Borje – Uzlomac. Napravio se i ustalio plan po kome su se svaka dva mjeseca brigade pomjerale s prostorije na prostoriju, po izvjesnom redoslijedu.
Po tom planu 14. SBNOU brigada morala je krajem veljače 1944. ići na prostor Kotor-Varoš – Šiprage – Skender-Vakuf, odnosno u Vrhovinu, i tamo smijeniti 12. KNOU brigadu Petra Mećave. S prostora oko Prnjavora 14. brigada je krenula u tom pravcu 25. veljače. 
Stupala je u dvije kolone: jednom preko sela Kokora, a drugom preko sela Vijačana, za Karač. Odatle se, jednom kolonom preko Jošavke, a drugom preko Donje Šnjegotine, produžilo za Opsječko. U tijeku pokreta preko Vijačana, u šumi Reljevcu, zapucali su četnici, pri čemu je poginuo Hakija Asima Tabaković iz s. Lišnja, borac 1. čete 1. bataljona. Kolona koja je od Karača išla preko Jošavke vodila je 27. veljače borbu s jošavačkom četničkom brigadom. Borba je trajala oko tri sata, a dva borca iz brigade su ranjena. Jedan od njih bio je Boško Segić iz Štrbcaca. Pošto su četnici razbijeni i potisnuti u okolna brda, brigada je izbila s obje kolone na Opsječko, a odatle se preko Skatavice spustila u rejon Kotor-Varoša.
U Kotor-Varošu postoje ostaci stare tvrđave Kotor, odnosno Bobas, kako se u nekim dokumentima naziva, koja se 1322. godine spominje prvi put, kada je pripadala župi Vrbanja i služila kao neka vrsta predstraže Jajcu, zbog sve češćih napada Ugarske na Bosnu.
Tvrđava je sagrađena na teško pristupačnom visu iznad kotor-varoške kotline. Nema podataka tko je i kada tvrđavu sagradio i tko je njome prvi gospodario. Tvrđava je dugačka oko 40, a široka oko 6 do 12 metara. Kameni zidovi su debeli oko dva metra. Na istočnom dijelu tvrđava se gotovo nadvila nad strmu stranu iznad oštre okuke rječice Jakotine, koja tu pravi mali lijepi vodopad Bobas, visine oko 7 metara. U tvrđavi se nalaze ostaci zvonika, koji je bio širok oko 5 metara. Od njega se spuštaju kamene stepenice ka tvrdo zidanoj i dosta očuvanoj tamnici, čije zidine dopiru do samog korita rijeke Jakotine, iznad vodopada.
Početkom 17. stoljeća, naselje ispod tvrđave Kotor bilo je manje od sela Večići, i počelo se širiti tek krajem toga i početkom sljedećeg stoljeća. Tome je doprinijela tadašnja migracija stanovništva na to područje. Među doseljenicima bilo je Turaka iz daleke Anadolije i muslimanskog življa iz Hercegovine, koje je tu dobijalo posjede i napuštalo svoja dotadašnja neplodna obitavališta. Bilo ih je i iz Banjaluke, Jajca, Travnika i Visokog. Među doseljenim hrvatskim življem najviše je bilo Dalmatinaca, nešto iz okoline Kupresa, a srpske obitelji bile su iz Hercegovine, s područja Mrkonjić-Grada, kao i s područja Prnjavora, kad se južno od rijeke Save u 18. stoljeću pojavila kuga.
Tako su se u kotor-varoškoj kotlini, s obje strane rijeke Vrbanje, u koju ispod tvrđave utiče rječica Jakotina, našli i počeli zajedno živjeti Muslimani, Hrvati i Srbi, naselje uz naselje i, često, kuća uz kuću. Oni su u varoši izgradili dvije džamije i dvije crkve: katoličku i pravoslavnu. Školu su podigli mnogo kasnije, tek 1892. godine, poslije okupacije Bosne od strane Austrougarske, i to osnovnu, s četiri razreda, koja je dugo bila jedina na tom području.
U to vrijeme izgrađena je cesta Banjaluka – Kotor-Varoš – Teslić, te bolnica, što je uz otvaranje rudnika ugljena u Maslovarama i izgradnju uskotračne željezničke pruge prema Banjaluci bio početak kakvog-takvog razvoja."

### Rat u Bosni i Hercegovini (1992. – 1995.)
Tijekom rata u BIH, došlo je do sukoba između pripadnika Vojske Republike Srpske i Teritorijalne obrane Bosne i Hercegovine u kojima su stradali civili i vojnici. Lokalno stanovništvo je ubijano i protjerano, pritvarano i mučeno u logorima, koje je organizirala novoosnovana vlast Republike Srpske. Ubijeno je oko 3000 ljudi, a protjerano oko 20000 Bošnjaka i Hrvata.
Već početkom rata u Bosni i Hercegovini, počeo je hapšenje, mučenje, ubijanje i protjerivanje civila (Bošnjaka i Hrvata) u dolini Vrbanje, od Kruševa Brda do Banjaluke. Samo u Grabovici je bestragom nestalo oko 200 Bošnjaka iz Večića, Hrvaćana i drugih okolnih sela, a traga se za još oko 370 nestalih civila. O progonima Bošnjaka iz doline Vrbanje, uživo su izvještavale najuglednije svjetske medijske agencije (BBC, Reuters, CNN i dr.).
Župa Kotor Varoš posvećena je Rođenju Marijinu. Pripada franjevačkoj provinciji sv. Križa Bosni Srebrenoj, samostanskom području Jajca.  Župa Kotor Varoš (do druge polovice 19. st. uobičajen naziv Kotor) relativno je stara. Prvi put se spominje 1623. god. Nije poznato je li u ranijem razdoblju postojala kao župa. No, već u kasnom srednjem vijeku, prije turskoga osvajanja Bosne, spominje se nekoliko crkava na tom području, što govori o tada razvijenoj kršćanskoj zajednici. Dolaskom Turaka one su porušene. Župa ima vrlo stare matice, koje se vode od 1747. god.
God. 1675. spominje se u kotorvaroškoj župi crkva Sv. Marije. Ona je u vrijeme bečkoga rata, pod konac 17. stoljeća, razorena. Brojni su katolici napustili svoja ognjišta i iselili se u oslobođene hrvatske krajeve. Spomena o župi nema više sve do tridesetih godina 18. stoljeća. Broj se katolika tada ponovno povećava: godine 1742. ima ih 996, a 1768. god. 1.199. Crkvu nisu imali i bez nje će biti sve do konca 19. stoljeća. Ni župnik nije imao trajnoga obitavališta. Godine 1761. nastanio se u Sokolinama i od tada je tamo bilo sjedište župe za cijeli kotorvaroški kraj.
Župnik se god. 1871. preselio u Kotorišće, pa je župa, koja se do tada nazivala Kotor, uzela ime po spomenutom mjestu. Kada je Kotor Varoš 1889. postao kotarskim sjedištem, i župa Kotorišće se tako nazvala i to novo ime ostalo je do danas. God. 1872. Sokoline su se odijelile i postale zasebnom župom, a 1884. odvojili su se i Vrbanjci.
Župna crkva u Kotor Varošu izgrađena je 1891-92. godine. Srušena je 1987. i potom je započela gradnja nove po projektu Marka Mušiča (lađa: 608 m2, kor: 229 m2, ulazni prostor i sakristija 80 m2; ukupno: 923 m2). Njezin unutarnji prostor je kružnoga oblika s impresivnom "lebdećom" kupolom. Crkva je u zadnjem ratu teško oštećena i zapaljena u srpnju 1992. a tornjevi su minirani u kolovozu 1993.
Od sakralnih umjetničkih djela u crkvi je bio Put križa (mozaik), što ga je 1972. godine izradio hrvatski slikar Ivo Dulčić. God. 1991. za crkvu su nabavljene nove orgulje od osam registara. U zadnjem ratu uništena su sva umjetnička djela kao i orgulje.
Na području župe postoje dvije podružne crkve. Jedna je na groblju u Bilicama (oko 80 m2), koje je gradnja započela 1975. god. Posvećena je 1980, a sljedeće je godine dobila i zvono. U zadnjem ratu zapaljena je i potpuno uništena. U listopadu 2000. godine djelomično je obnovljena. Druga je crkva u Zabrđu (250 m2, izgr. 1983-84) u čijem je sklopu podignuta i vjeronaučna dvorana (50 m2). Posvećena je Sv. Leopoldu kojega je kip izradila Alojzija Ulman u terakoti. Gospinu sliku izradio je J. Bifel. Za crkvu je 1985. god. nabavljeno zvono.
U noći 15. na 16. kolovoza 1998. godine crkva je minirana.
U župi se nalazi i nekoliko grobljanskih kapelica i sve su one podignute od sredine sedamdesetih do druge polovice osamdesetih godina. U zadnjem ratu su teško stradale. Obnovljene su tijekom 1999. i 2000. godine.
Stara župna kuća izgrađena je 1900. god. U vrijeme drugog svjetskog rata (1944) bila je teško oštećena, ali je 1947. obnovljena. Sadašnja župna kuća (projekt: M. Miličić) izgrađena je 1974-79. god. U zadnjem ratu kuća je oštećena prigodom miniranja tornja crkve. Od kolovoza 1995. godine pa sve do listopada 1998. župna je kuća služila kao izbjeglički centar lokalnim vlastima. Tada je pretrpjela znatna oštećenja i totalno je devastirana. Uništen je sav arhiv, a župna knjižnica s oko 1.000 knjiga je otuđena i prenesena u gradsku knjižnicu. Kuća je 2000. godine potpuno renovirana i dovedena u prvobitno stanje.
Vjeronaučne dvorane izgrađene po projektu Z. Nikolića 1981-82. također su teško oštećene i devastirane u zadnjem ratu. Početkom 1999. godine obnovljene su i pretvorene u privremeni molitveni prostor.
Župa Kotor Varoš imala je 1813. god. 2.001 vjernika, 1877. god. 2.542, 1935. god. 3.200., te 1974. godine 5.090 vjernika. Godine 1991. župa je imala 5.300 vjernika. Nekoliko godina nakon nedavnog rata, točnije koncem 2000. godine, župa ima svega 224 vjernika ili 126 obitelji. Župu tvore sljedeća naselja: Kotor Varoš, Bašćina, Čepak, Duratovci, Kotor, Kotorišće, Novo Selo, Podbrđe, Skatavica, Slatina, Šibovi i Zabrđe.

### Domovinski rat u BiH
Prema jednoj od optužnica i presudi Tribunala u Hagu, u točki 40, među ostalim lokacijama logora u 12 krajiških općina, stoji:

Za zločine počinjene u Policijskoj stanici Kotor-Varoš optuženi su policajci 
Nova hapšenja su obavili pripadnici SIPA-e, koji su, 18. 11. 2015, priveli
Uhapšeni su Slobodan Župljanin, Boško Peulić, Aleksandar Petrović, Manojlo Tepić, Janko Trivić i Nedeljko Đekanović, saopšteno je iz Tužilaštva BiH, po čijem nalogu je izvršeno hapšenje.
Među uhapšenima ima i građana Srbije.
Apelacijsko vijeće ICTY je 30. srpnja 2016. potvrdilo pravomoćnost prvostupanjske presudu kojom su Stojan Župljanin i Mićo Stanišić, osuđeni na po 22 godine zatvora, uz dio obrazloženja koje slijedi:
Među nabrojanim općinama su i Kotor-Varoš i Skender-Vakuf.
Podaci o logorima – mjestima zatočenja stanovništva općine Kotor Varoš
- 1. – Pilana
- 2. – Srednjoškolski centar,
- 3. – Stari Sud,
- 4. – Osnovna škola,
- 5. – Maslovare,
- 6. – MUP Šiprage,
- 7. – Kožara,
- 8. – MUP Kotor Varoš,
- 9. – Dom zdravlja, Kotor Varoš,
- 10. – Jelšingrad, Kotor Varoš,
- 11. – Stari zatvor, Kotor Varoš,
- 12. – Osnovna škola – Grabovica,
- 13. – Benzinska pumpa – Vrbanjci.
- 14. – Đevdin kafić –- Vrbanjci,
- 15. – Osnovna škola – Čelinac,
- 16. – Popovac – Čelinac.
- 17. – Zatvor – Čelinac,
- 18. – Borje – Planina[36]

## Poznate osobe
- Ivo Pranjković, jezikoslovac
- Luka Radetić, revolucionar (prvoborac 1941. – 1945.)
- Hajro Hadžiselimović, anatom, akademik
- Đelo Hadžiselimović, televizijski urednik
- Asim Kurjak, liječnik
- Advan Hozić, pjesnik
- Ljubinko Šipura, pjevač,kompozitor
- Mustafa Skopljak, kipar
- Mile Prnjatović, sportski djelatnik
- Mateo Kovačić, hrvatski nogometni reprezentativac
- Senijad Ibričić, bosanskohercegovački nogometni reprezentativac